# Verena Stuffer
Verena Stuffer, née le 23 juin 1984 à Bolzano, dans le Haut-Adige, est une skieuse alpine italienne, spécialiste des épreuves de vitesse.

## Biographie
Sa carrière démarre en 1999 dans des courses FIS. Elle fait son entrée en Coupe du monde en 2003 à Cortina d'Ampezzo. En 2005, Stuffer remporte son premier succès dans la deuxième division mondiale, la Coupe d'Europe sur un slalom géant à Alleghe. Cette année, elle marque ses premiers points dans la Coupe du monde dans un combiné à San Sicario (27e).
En 2007-2008, elle revient dans le top trente, figurant même dans le top dix à la descente de Saint-Moritz avec le huitième rang.
Elle participe à ses premiers championnats du monde en 2009, où elle est 23e de la descente.
Elle obtient son unique sélection olympique en 2014, à Sotchi, où elle est 11e du super G et 14e de la descente. Le mois précédant la compétition, elle a enregistré son meilleur résultat en Coupe du monde avec une quatrième place au super G de Cortina d'Ampezzo. Stuffer accumule un total de dix résultats en Coupe du monde dans le top dix jusqu'à son dernier en 2017.
En 2017 à Saint-Moritz, elle prend part à ses troisièmes championnats du monde, finissant enfin dans le top vingt avec une dix-neuvième place en descente. 
En 2018, elle dispute sa dernière manche de Coupe du monde à Crans Montana et prend sa retraite sportive.
En 2019, elle est élue représentante des athlètes à la Fédération internationale de ski.

## Palmarès

### Jeux olympiques
| Épreuve / Édition | Sotchi 2014 |
| Descente          | 14e         |
| Super G           | 11e         |

### Championnats du monde
| Épreuve / Édition | Val-d'Isère 2009 | Garmisch-Partenkirchen 2011 | Saint-Moritz 2017 |
| Descente          | 23e              | 27e                         | 19e               |

### Coupe du monde
- Meilleur classement général : 35e en 2014.

Elle a obtenu comme meilleur résultat une quatrième place lors du super G de Cortina d'Ampezzo en janvier 2014.

#### Classements en Coupe du monde
| Année/Classement | Année/Classement | Général | Général | Descente | Descente | Super G | Super G | Combiné | Combiné |
| ---------------- | ---------------- | ------- | ------- | -------- | -------- | ------- | ------- | ------- | ------- |
| Année/Classement | Année/Classement | Class.  | Points  | Class.   | Points   | Class.  | Points  | Class.  | Points  |
| 2005             | 2005             | 115e    | 4       | -        | -        | -       | -       | 27e     | 4       |
| 2008             | 2008             | 70e     | 58      | 31e      | 58       | -       | -       | -       | -       |
| 2009             | 2009             | 95e     | 28      | 35e      | 28       | -       | -       | -       | -       |
| 2010             | 2010             | 97e     | 27      | 40e      | 27       | -       | -       | -       | -       |
| 2011             | 2011             | 66e     | 77      | 28e      | 54       | 33e     | 23      | -       | -       |
| 2012             | 2012             | 64e     | 96      | 29e      | 53       | 30e     | 43      | -       | -       |
| 2013             | 2013             | 65e     | 95      | 27e      | 59       | 29e     | 36      | -       | -       |
| 2014             | 2014             | 35e     | 210     | 27e      | 78       | 10e     | 132     | -       | -       |
| 2015             | 2015             | 49e     | 132     | 27e      | 56       | 21e     | 76      | -       | -       |
| 2016             | 2016             | 53e     | 145     | 20e      | 126      | 38e     | 19      | -       | -       |
| 2017             | 2017             | 62e     | 115     | 22e      | 101      | 41e     | 14      | -       | -       |
| 2018             | 2018             | 72e     | 68      | 26e      | 67       | 55e     | 1       | -       | -       |

### Coupe d'Europe
- 2 victoires (1 en descente, 1 en slalom géant).

### Championnats d'Italie
- Championne du super G en 2013.
- Championne de la descente en 2017.